# Benátská krajka

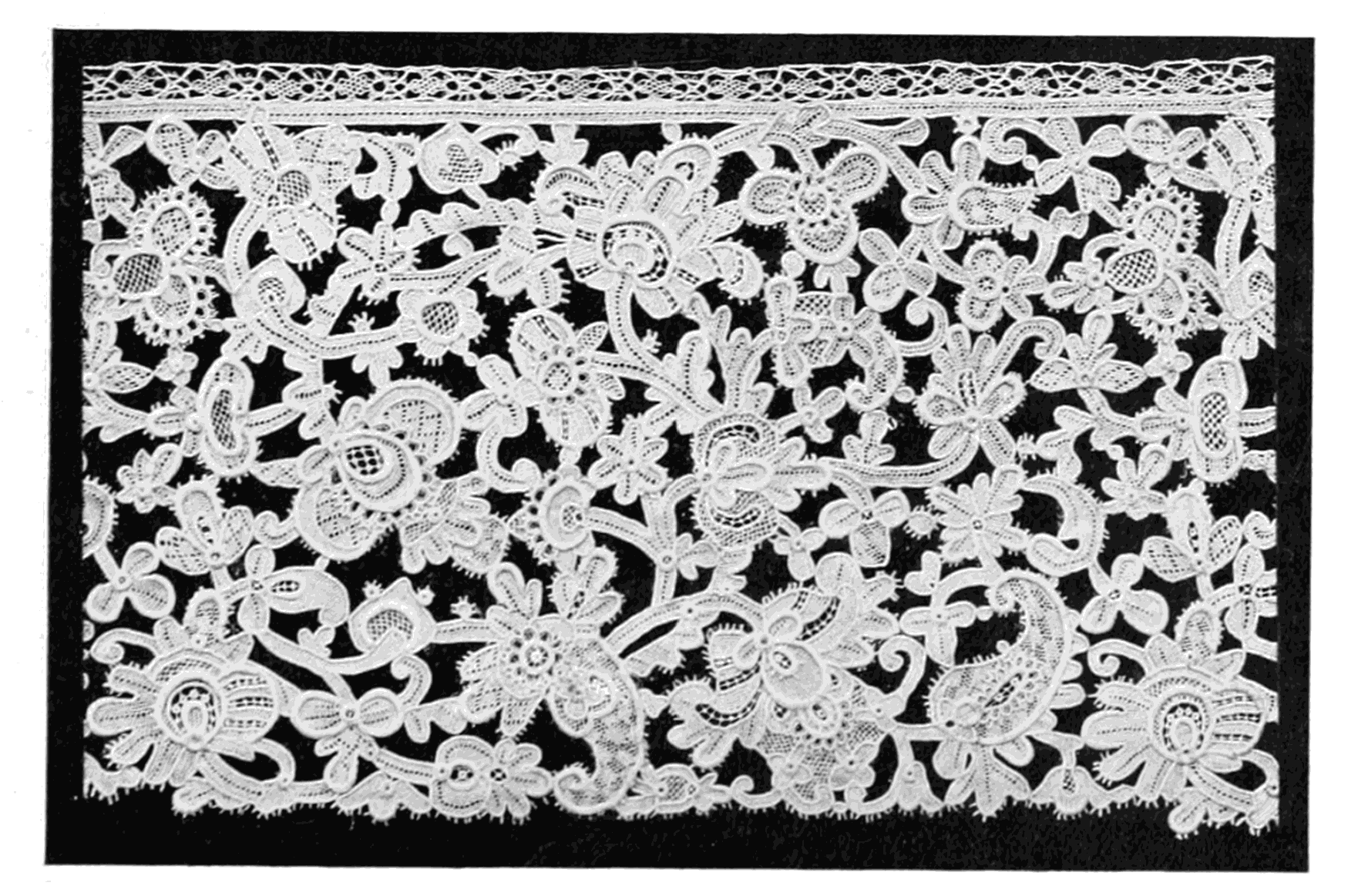
Původní benátská krajka (doba vzniku neznámá)

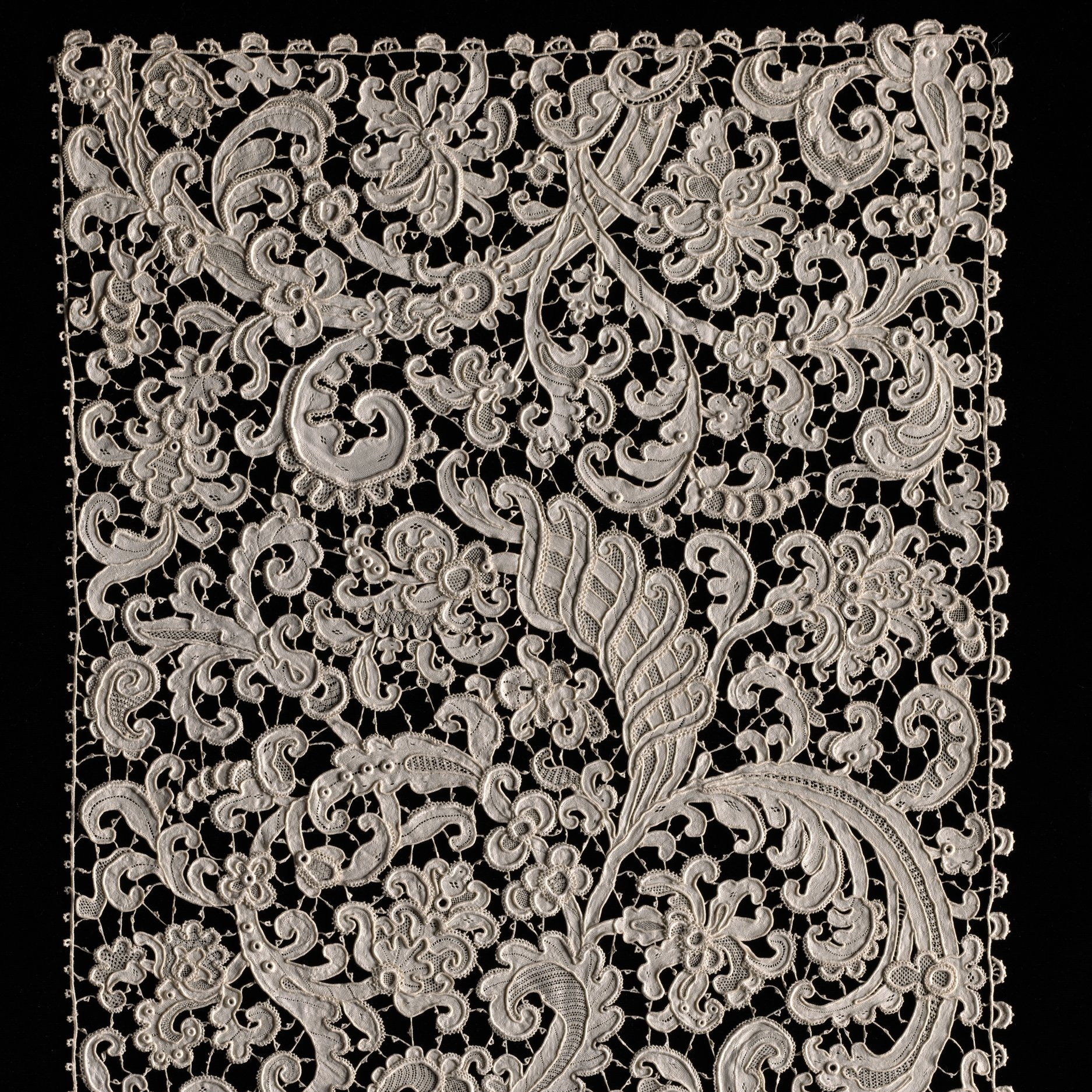
Reliefová (raised point) ze 17. století

Benátská krajka (angl.: Venice point) je souhrnný název pro řadu variant šité krajky vyráběné v Benátkách od poloviny 17. asi do konce 18. století. K nejznámějším variantám patří: reliéfová (Raised point), růžičková (Rose point), plochá (Flat point), karnevalová, papežská a španělská.

## Z historie
Přesná doba vzniku benátské krajky není známá. Podle pověsti z 15. století přivezl jistý námořník z jižních krajin své snoubence v Benátkách rostlinu Kamelia opuntia (viz Linné), jejíž vzhled napodobila obdarovaná dívka výšivkou. Výšivky tohoto druhu (na způsob retičely neboli point coupé) se začaly nazývat krajky, první písemná zmínka s tímto označením pochází z roku 1493.
S point coupé a pozdější reliefovou krajkou se staly Benátky (a Burano) vzorem pro krajkářství v Evropě a zůstaly jím až asi do konce 18. století. 

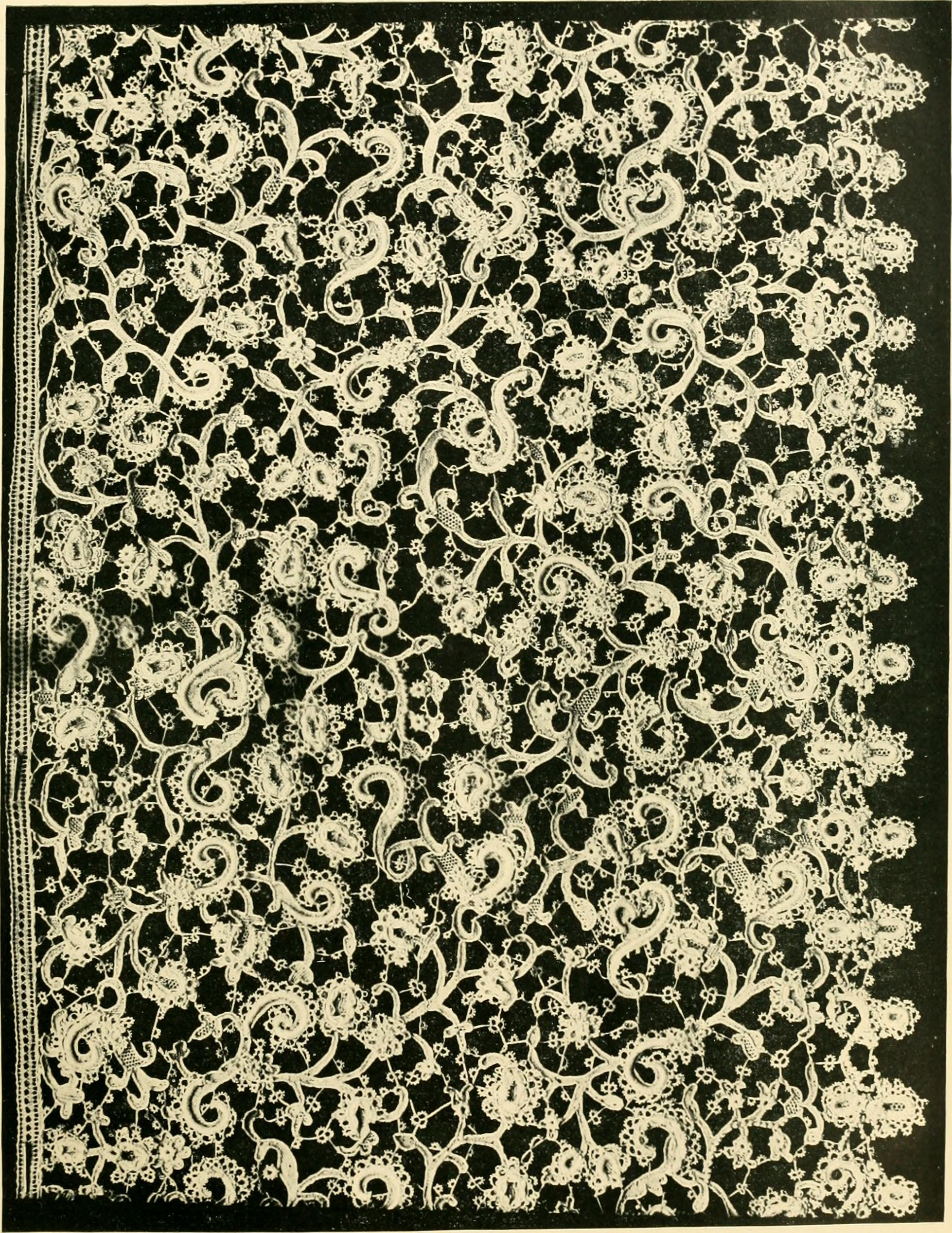
Růžičková krajka z Burana (17. století)

Imitace benátské krajky se později vyráběly také strojově, ručně vyšívaná benátská krajka byla mimořádně drahá. Např. 40 cm² růžičkové krajky se nabízel koncem 19. století za 120 USD.
V závislosti na rozdílnosti stylu a období vzniku se vývoj benátské krajky někdy rozděluje do tří etap:
1. Reliéfová spolu s růžičkovou krajkou – je zaplněna souvislým, hustým vzorováním, pod kterým je sotva znatelná půdice. Kontury motivů jsou velmi výrazné. Květinová krajka se liší od reliéfové drobnějšími, početnějšími a výraznějšími ornamenty.
2. Plochá s pozdější korálkovou variantou (Coraline point) – je bez reliéfů, vzory jsou tenčí a spojovací niti jsou důležitější než na reliéfové krajce. Coraline měla původně imitovat větvičku s korálky. Nepravidelné vzory jsou spolu sotva spojeny, síť půdnice je málo znatelná, rostliny na ní vypadají jako imitace spleti přírody.
3. Krajka s půdicí (Ground point) spolu s buranskou krajkou (Burano je skupina ostrůvků v Benátské laguně) – krajka s půdicí představuje poslední stupeň vývoje benátské krajky (koncem 18. století). Půdice je z dvojmo skané příze, kontury ornamentů nejsou zesíleny. Vzory nejsou tak pečlivě vypracované, krajka je přeplněna ornamenty.

Imitace benátské krajky se dají vyrábět také na člunkových vyšívacích strojích.

## Galerie

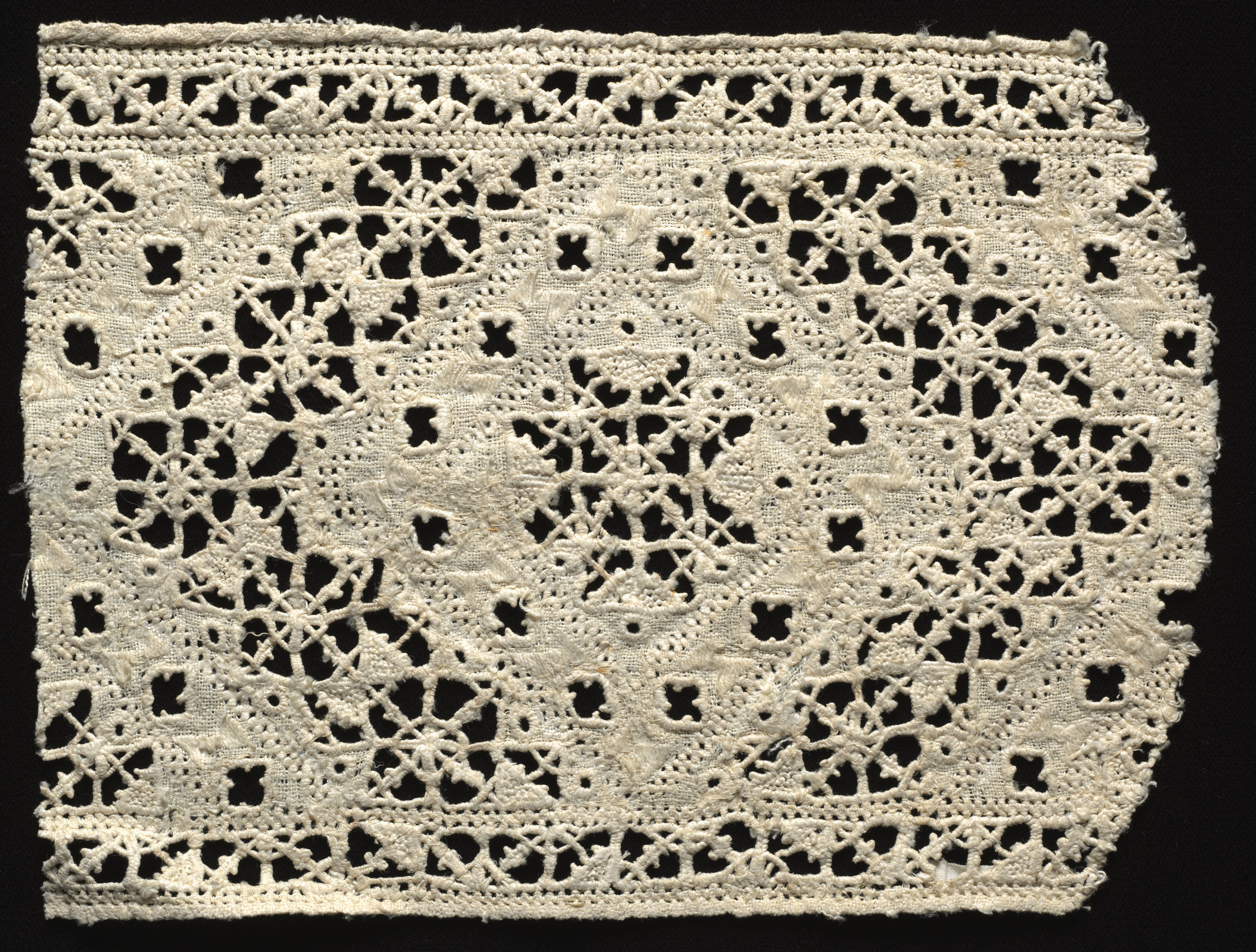
Vystřihovaná lněná krajka z roku 1500
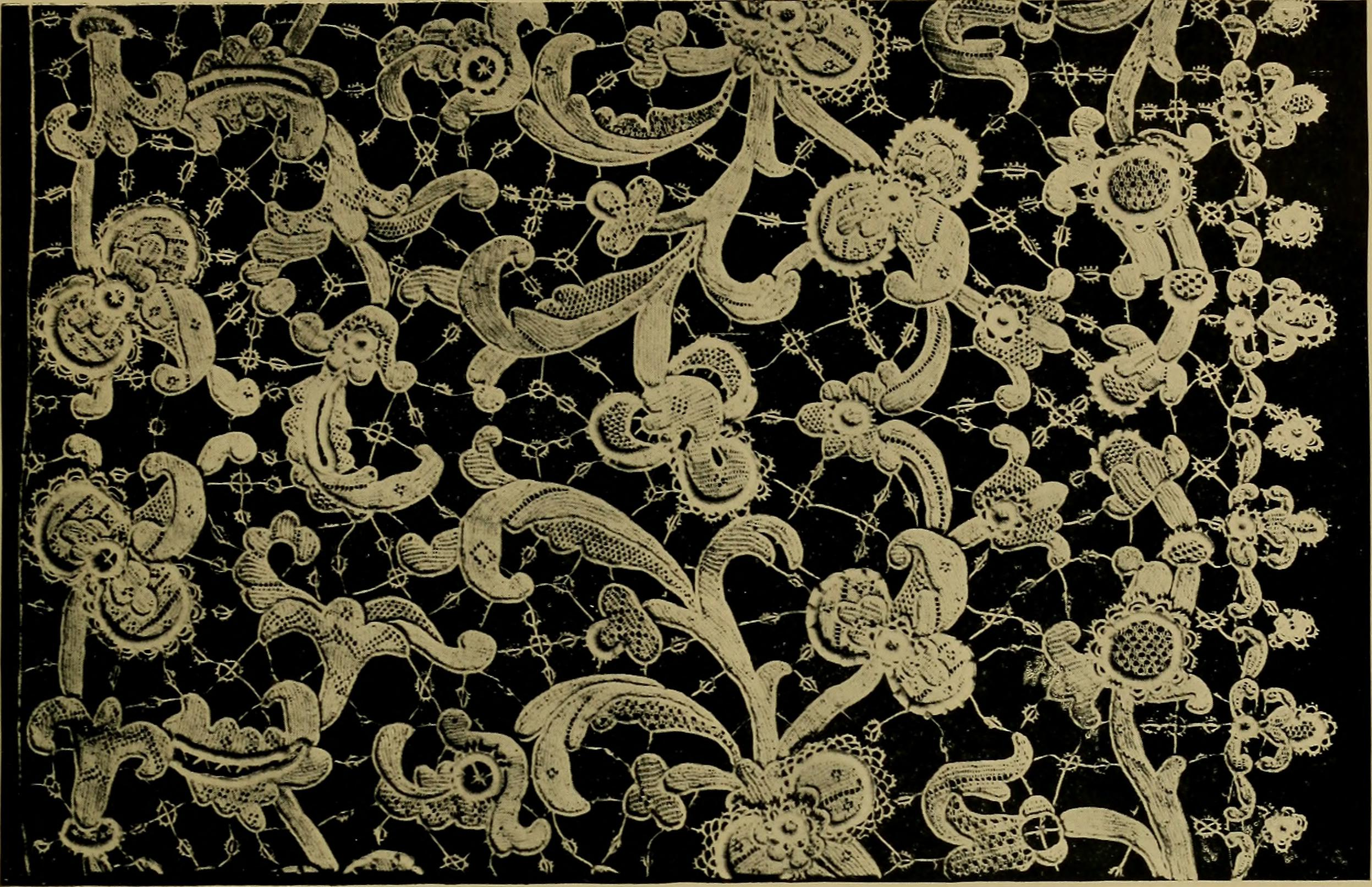
Paličkovaná buranská krajka ze 17. století
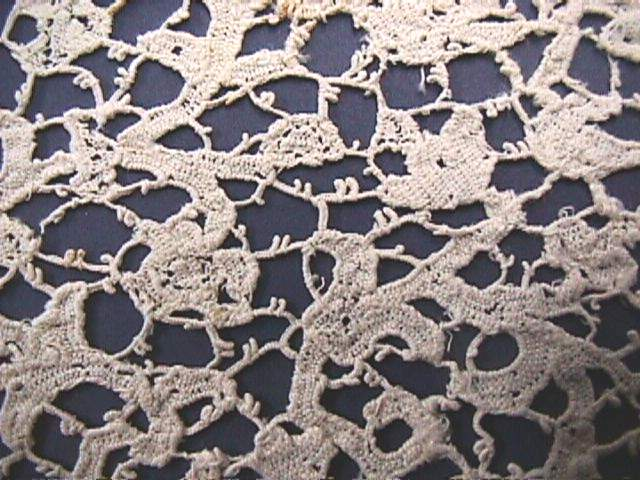
Benátská kajka s pikotkovými můstky (18. století)
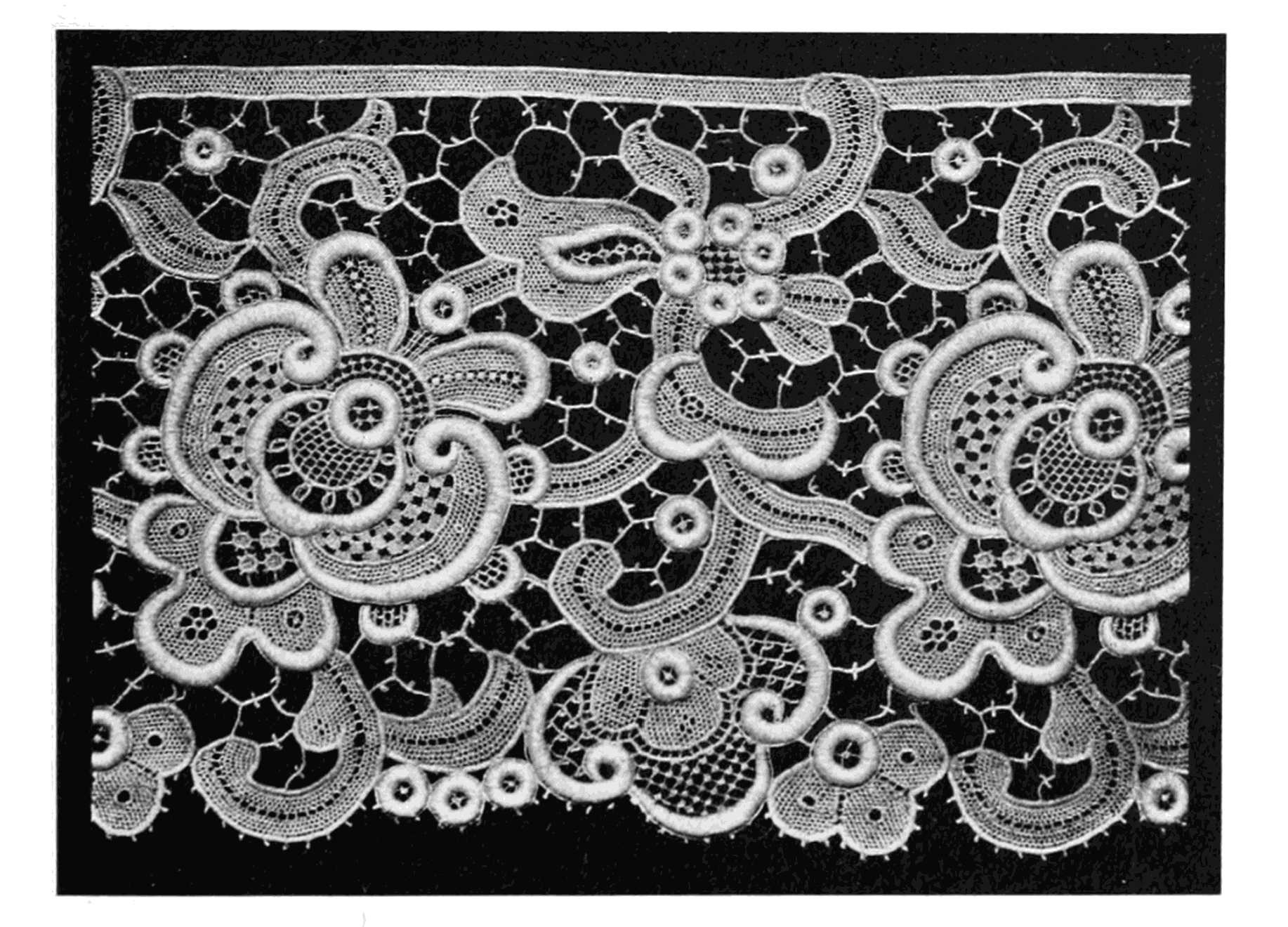
Imitace benátské krajky z člunkového stroje (z konce 19. století)
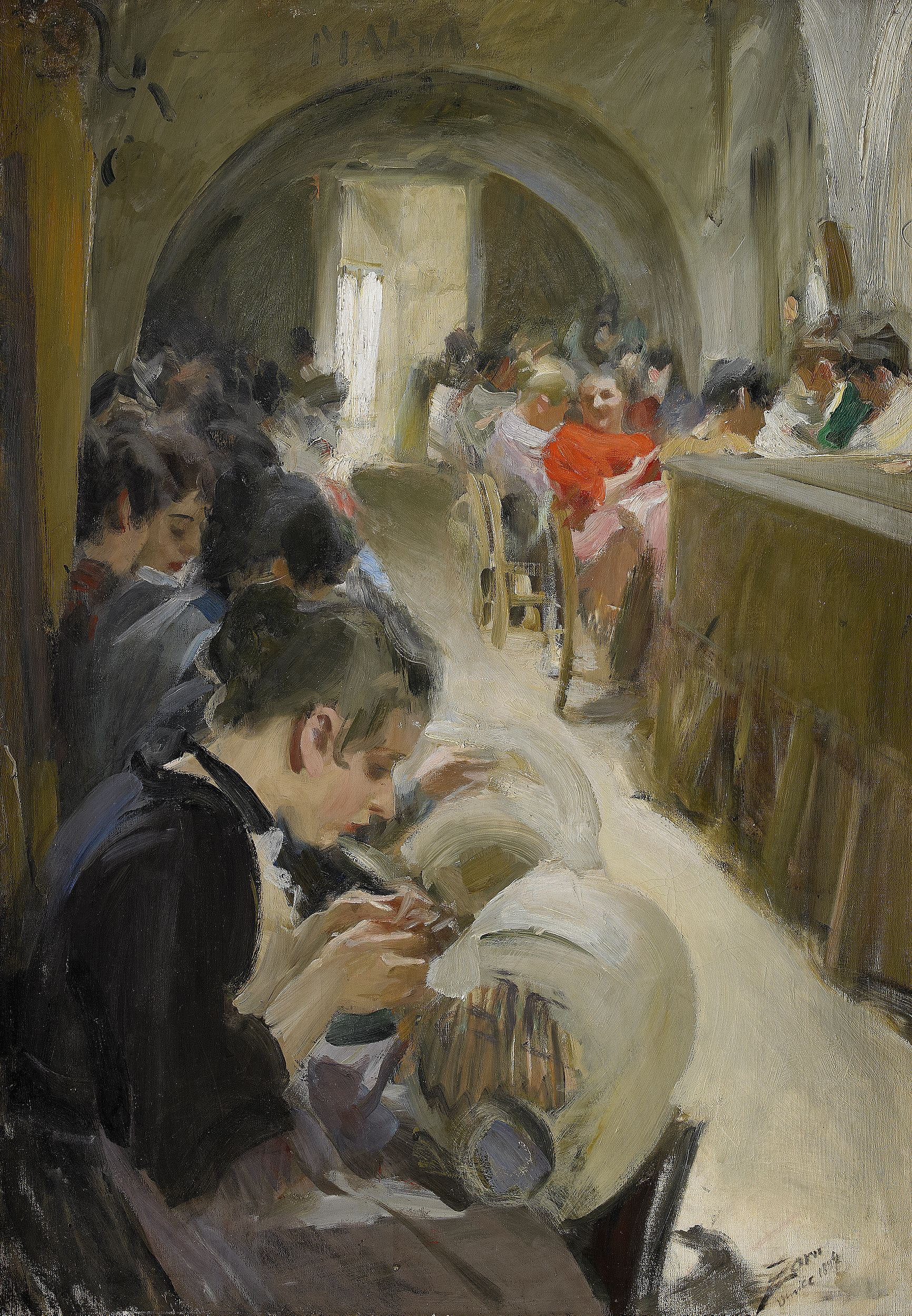
Krajkářky v Benátkách (olejomalba 1894)
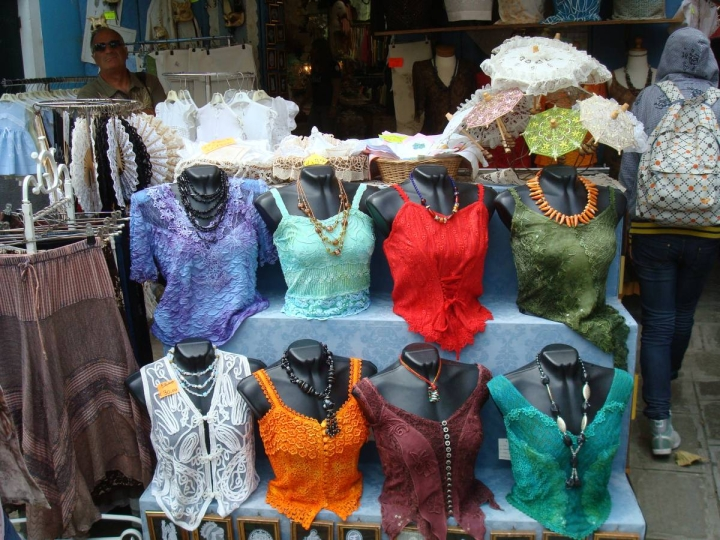
Nabídka krajek v Burana na začátku 21. století